# Amatori Vercelli 1981-1982
Questa voce raccoglie le informazioni riguardanti l'Amatori Vercelli nelle competizioni ufficiali della stagione 1981-1982.

## Maglie e sponsor
Lo sponsor ufficiale per la stagione 1981-1982 fu il Maglificio Anna.
| 1ª divisa |

## Rosa
| N° | Naz.                  | Ruolo    | Sportivo              |  |  |  |
| -- | --------------------- | -------- | --------------------- |  |  |  |
|    | Italia (bandiera)     | Esterno  | Beniamino Battistella |  |  |  |
|    | Italia (bandiera)     | Esterno  | Roberto Borrini       |  |  |  |
|    | Portogallo (bandiera) | Esterno  | Jaime Cardoso         |  |  |  |
|    | Italia (bandiera)     | Esterno  | Corrado Corradino     |  |  |  |
|    | Italia (bandiera)     | Portiere | Alessabdro Cupisti    |  |  |  |
|    | Italia (bandiera)     | Esterno  | Franco Girardelli     |  |  |  |
|    | Italia (bandiera)     | Esterno  | Maurizio Mantovani    |  |  |  |
|    | Italia (bandiera)     | Esterno  | Stefano Orlandi       |  |  |  |
|    | Italia (bandiera)     | Esterno  | Mauro Rollino         |  |  |  |
|    | Italia (bandiera)     | Esterno  | Alfredo Tarchetti     |  |  |  |

- Allenatore:  Beniamino Battistella